# Playstation Move
Playstation Move är ett speltillbehör till Sonys Playstation 3. Tidigare hette den Playstation Motion Controller, men den 10 mars 2010 blev det klart att den skulle heta Playstation Move. Det inkluderar 2 kontroller: en kontroll med analog spak, och en kontroll som känner av rörelsen. Det använder sig av Sonys Playstation Eye-kamera för att känna av i exakt vilken position kontrollen befinner sig just nu. Båda kontrollerna har inbyggda batterier som man inte kan byta. I stället har båda kontrollerna en USB-port var att ladda batterierna med. Playstation Move släpptes i mitten på september i Europa och USA samt närmare slutet på oktober i Japan år 2010.
Tillbehöret avslöjades först i E3 2009. Kontrollen med analog spak har en analog spak (som man också kan trycka ner för L3), L1- och L2-knappar på toppen, standardknapparna (, , , ) samt fyra digitala knappar (upp, ner, höger, vänster).
Den rörelsekänsliga kontrollen har en rund orb som lyser. Det är den som Playstation Eye-kameran använder för att hålla koll på den rörelsekänsliga kontrollens position. Den har fyra knappar och en stor knapp i mitten. Tillbehöret utmanar Microsofts Kinect för Xbox 360 och Nintendo Wii's rörelsekänsliga kontroller.

## Kompatibilitet

### Företag
Totalt 36 datorspelsutvecklare i tredjepart kommer att stödja och utveckla spel som är kompatibla med Playstation Move.
| - 505 Games - Activision - AQ Interactive - Arc System Works - Atlus - BigBen Interactive - Capcom - CCP - Crave Entertainment | - Cyberfront Coporation - Disney - EA - From Software - Game Republic - Gust - Hudson Soft - Irem - Koei | - Konami - Majesco Entertainment - Marvelous Entertainment - Namco Bandai - Ongakukan - Oxygen Games - Paon - Q Entertainment - Q-Games | - Sega - Sony Online Entertainment - Spike - Square Enix - Tecmo - THQ - Ubisoft - Warner Bros. - Zoo Entertainment |